# Ben Cardin
Benjamin Louis „Ben“ Cardin (* 5. května 1943, Baltimore) je americký politik za Demokratickou stranu. V letech 2007 až 2025 byl senátorem USA za stát Maryland. V letech 1987–2007 byl poslancem Sněmovny reprezentantů, v níž zastupoval Maryland za třetí kongresový okres.
Za svého působení v Senátu USA byl hlavním iniciátorem rezoluce podporující cíle pražské „Konference k osudu majetku obětí holocaustu“.